# One Pound Fish Man
Muhammad Shahid Nazir (Urdu, punjabi:محمد شاہد نذی), também conhecido como One Pound Fish Man (vulgarmente estilizado como £1 Fish Man) é um comerciante de peixes britânico e paquistanês que ganhou fama com o seu vídeo viral "One Pound Fish". Sua aparição subsequente no X-Factor levou a um contrato com a gravadora Warner Music.